# オーペス
オーペス（Opeth）は、スウェーデン出身のプログレッシブ・メタルバンド。
バンド名はウィルバー・スミスの小説『The Sunbird』に登場する"月の都 Opet"が由来。プログレッシブ・ロックとデス・メタルを融合し、静と動のインテレクチュアルなスタイルを展開した。

## 音楽的特徴と影響

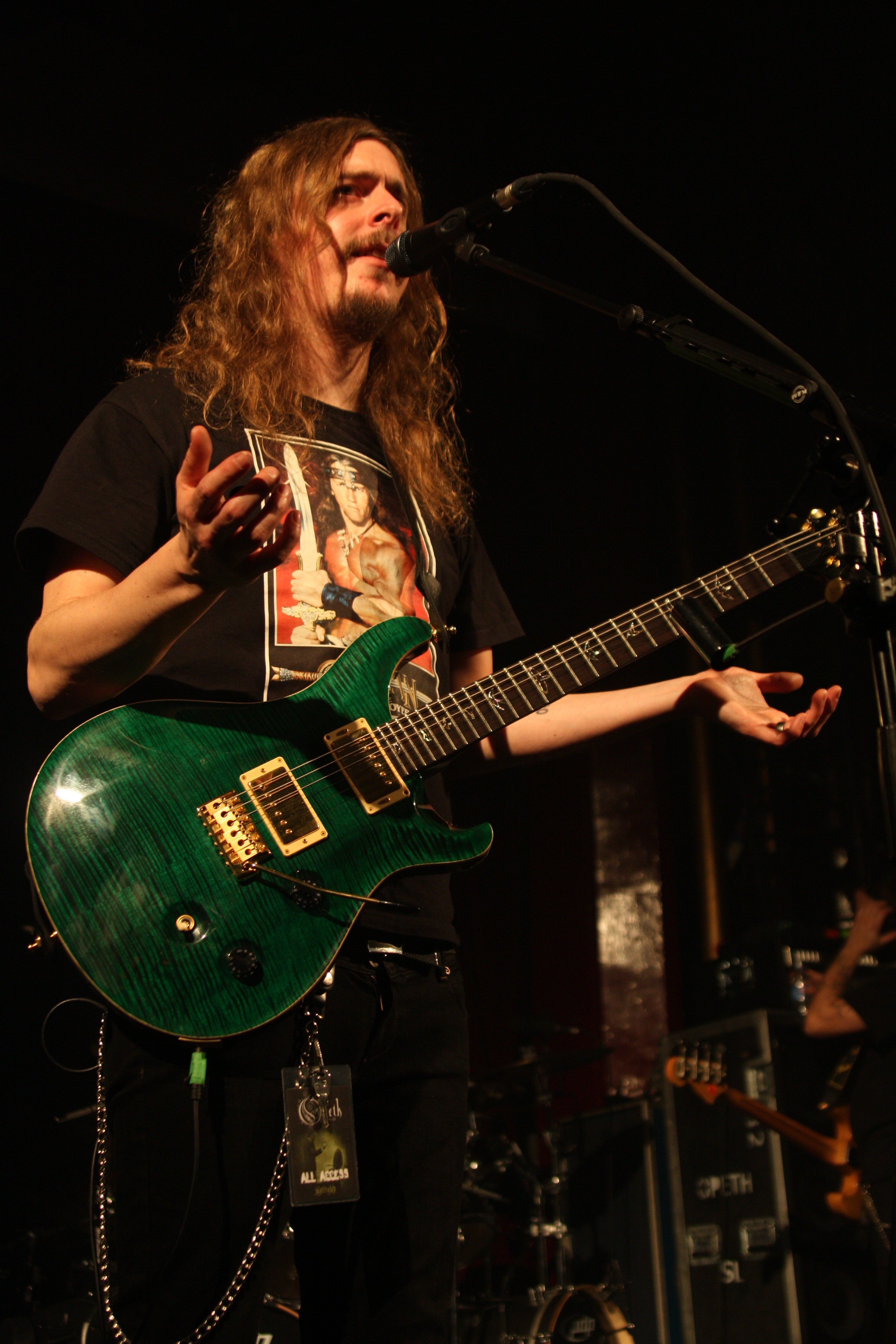
創設者ミカエル・オーカーフェルト (2008年)

ゴシック・ロック的なダウナー性と、デスヴォイスとクリーンヴォイスの使い分けに代表される静と動の対比を活かした楽曲展開を特徴とし、いわゆるプログレッシブデスメタルの代表格としばしば評される。日本での人気も高く、『北欧の暗黒神』という独自の愛称が存在する。ミカエル・オーカーフェルトはダン・スワノと互いに影響を与え合い、共に1970年代のプログレッシブ・ロックとデスメタルを組み合わせたスタイルを作り上げた。
初期はテクニカルなデスメタルにプログレ的な構成を落とし込んだ、近年の作品に比べるとオーソドックスな音楽性であった。その後、度重なるメンバーチェンジに加えて大きな特徴である動静の対比を複雑化させ、『ブラックウォーター・パーク』より積極的に鍵盤楽器をフィーチャーし、次第に古典的なプログレッシブ・ロックに接近した音楽性に変遷していった。『ダムネイション』『ヘリテイジ』のように意図的にデスメタルの要素を希薄化させ、プログレの要素を前景化させる実験的なアプローチもとっている。
アイアン・メイデン、スレイヤー、デス、ブラック・サバス、ディープ・パープル、セルティック・フロスト、キング・ダイアモンド、キャメル、モービッド・エンジェル、ジューダス・プリーストから影響を受けている。オーカーフェルトはジューダス・プリーストの『運命の翼』を今までにリリースされたメタルのアルバムで最も優れたものであると評している。また、アルバム『背信の門』収録の「Here Come the Tears」をリハーサルでウォーミング・アップとして歌っている。

## メンバー

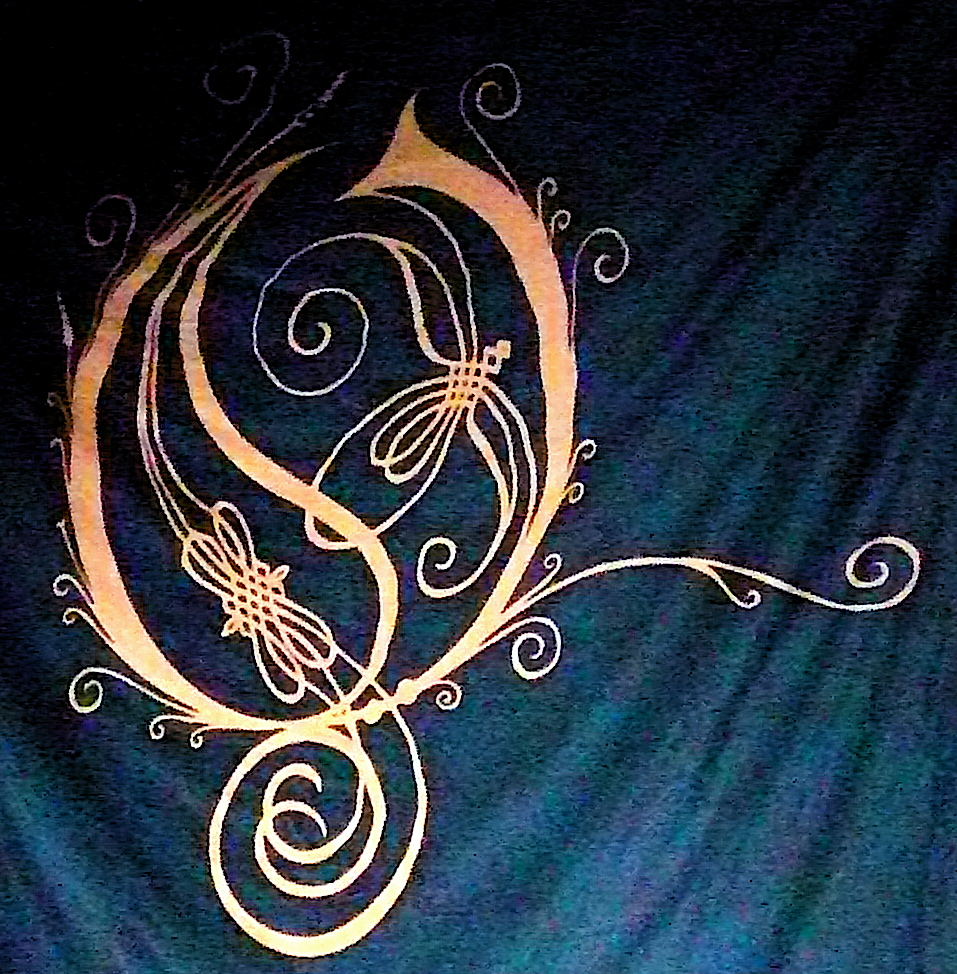
バンド ロゴ

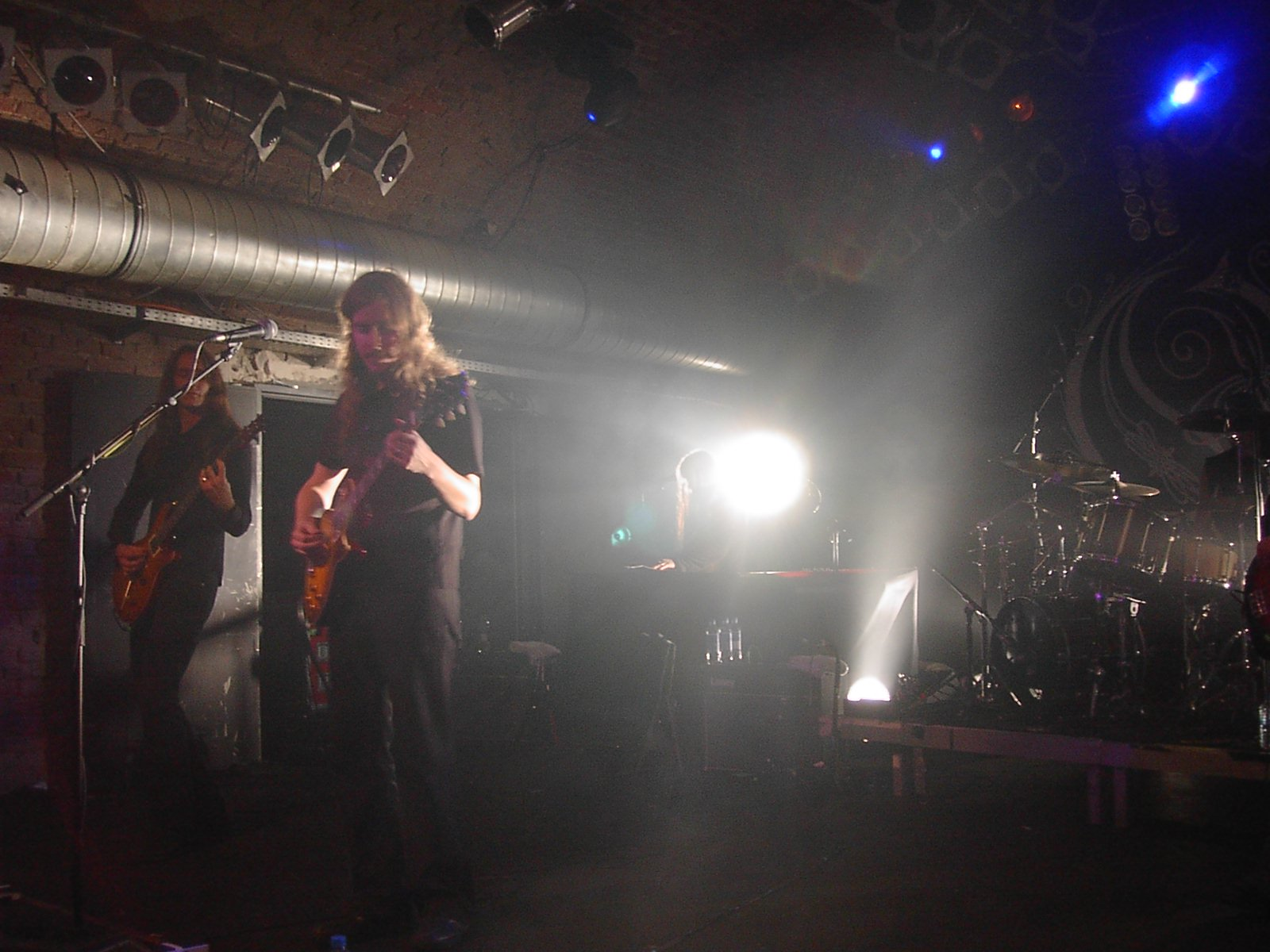
ドイツ・ボーフム公演 (2003年9月)

### 現ラインナップ
- ミカエル・オーカーフェルト (Mikael Åkerfeldt) - ボーカル、ギター (1990年- ) 1974年4月17日生まれ。ストックホルム出身。
オーペス唯一のオリジナルメンバーでバンドの中心人物。
エッジ・オブ・サニティ(Edge of Sanity)の5thアルバム『クリムゾン』にゲストボーカルとして参加している。ポーキュパイン・ツリーとも親交が深く、作品に参加したり楽曲提供を行い、スティーヴン・ウィルソンとStorm Corrosionというユニットを組んだこともある。
シリアスな音楽性に相反して、ライブではユーモアにあふれたMCを行う。
かなりのレコードマニアであり、来日した際には大量のアナログ盤を名古屋のレコードショップや新宿のディスクユニオンで購入したことを『BURRN!』誌のインタビューで明かしている。また、CDやMP3といったデジタル音源を嫌っており、アナログ盤と比べて「無機質な音」と説明したり「俺にとってCDはカセットテープに詰め込むのと同じ」といった発言をしている。
- フレドリック・オーケソン (Fredrik Åkesson) - ギター (2007年- ) ストックホルム出身。
クリストファー・アモットが脱退していた時期のアーチ・エネミーにサポート参加していた（クリストファーの復帰に伴い離脱）。
- マーティン・メンデス (Martín Méndez) - ベース (1997年- ) 1978年4月6日生まれ。ウルグアイ出身。
3rdアルバムの時期にマーティン・ロペスとほぼ同時期に加入したが、レコーディングでの参加は4thアルバムから(3rdアルバムのベースはミカエルが兼任した)。2016年1月現在、ミカエル以外で最も古くから在籍しているメンバーである。
- マーティン・アクセンロット (Martin Axenrot) - ドラム (2006年- ) 1979年3月5日生まれ。
ザ・ホーンテッド (The Haunted)のパトリック・ヤンセン (Patrik Jensen)のサイドプロジェクト、ウィッチリー(Witchery)でも活動中。
- ヨアキム・スヴァルベリ (Joakim Svalberg) - キーボード (2011年- ) 1969年2月生まれ。
キーボード、シンセサイザー奏者。イングヴェイ・マルムスティーン、ヒューズ・ターナー・プロジェクト、ティアマット(ライブ・セッション)等での活動歴がある。

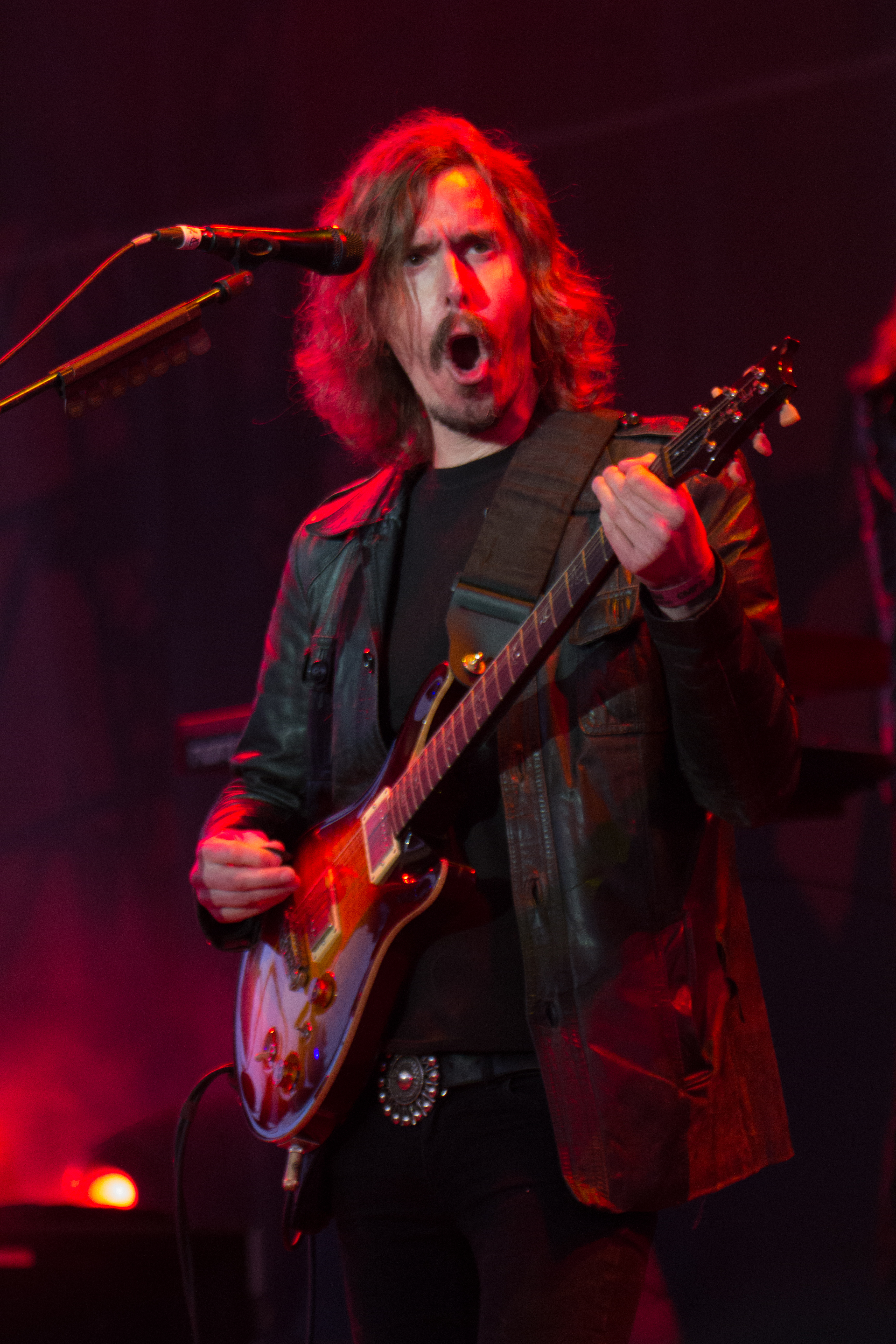
ミカエル・オーカーフェルト(Vo/G) 2017年
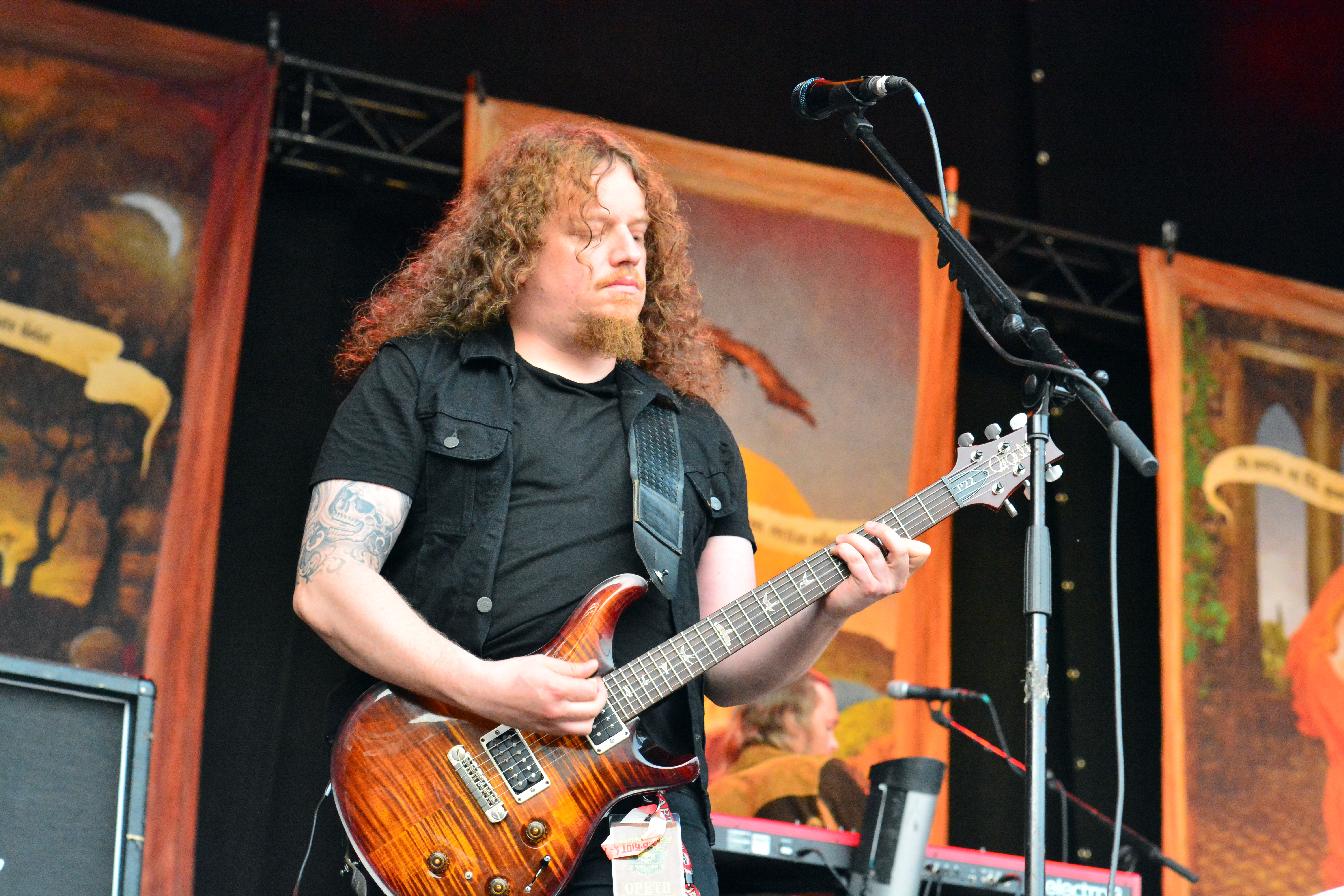
フレドリック・オーケソン(G) 2015年
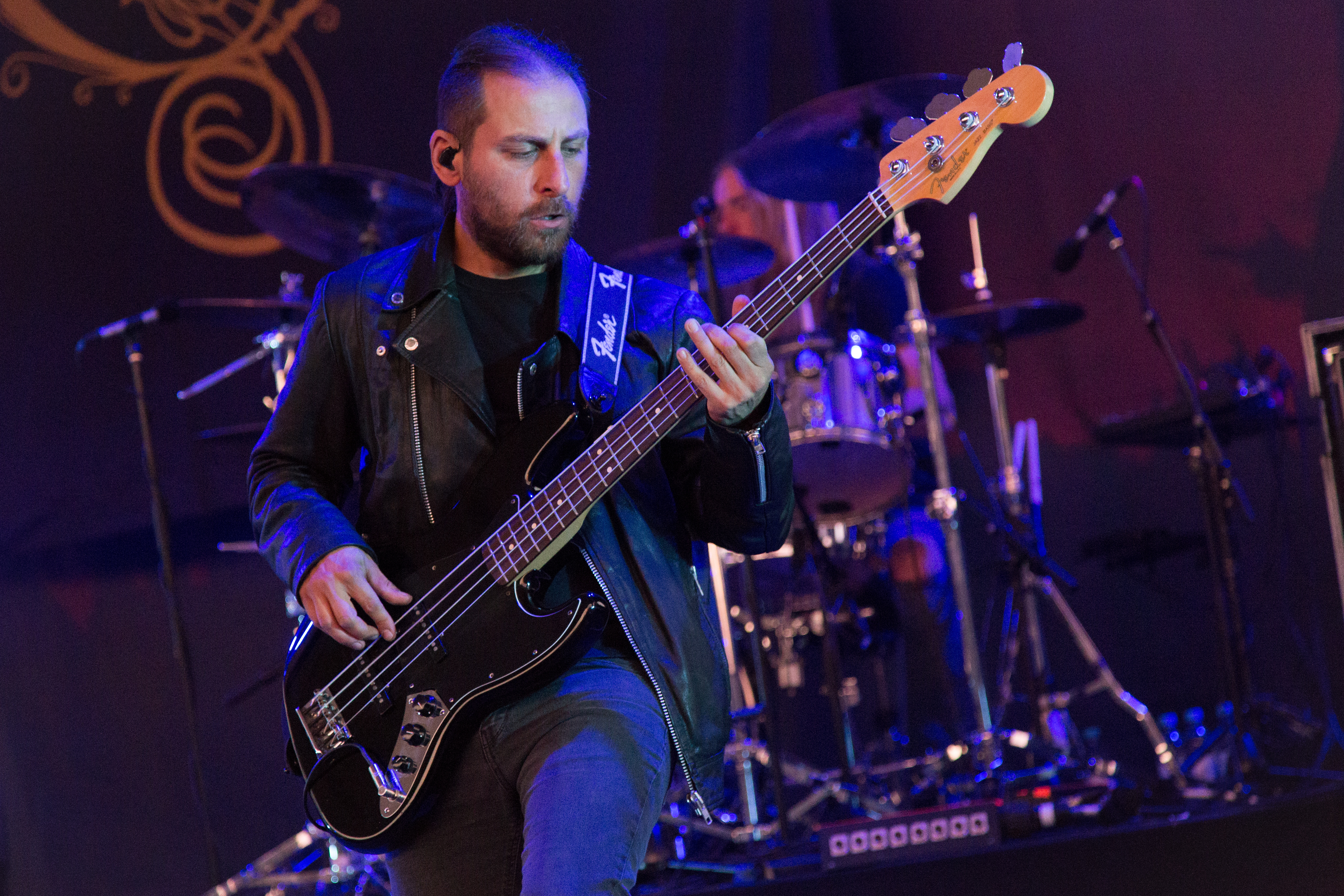
マーティン・メンデス(B) 2017年
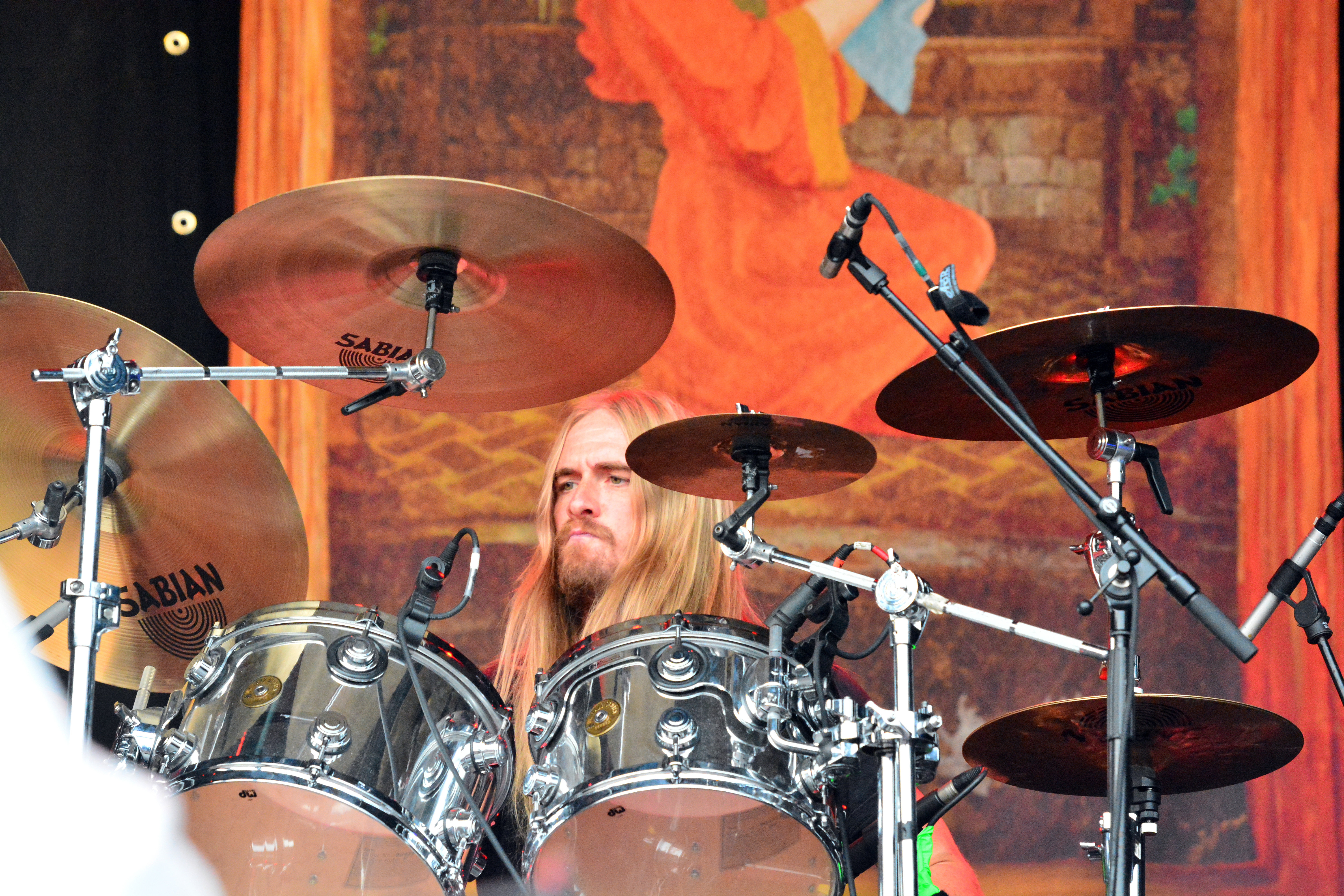
マーティン・アクセンロット(Ds) 2015年
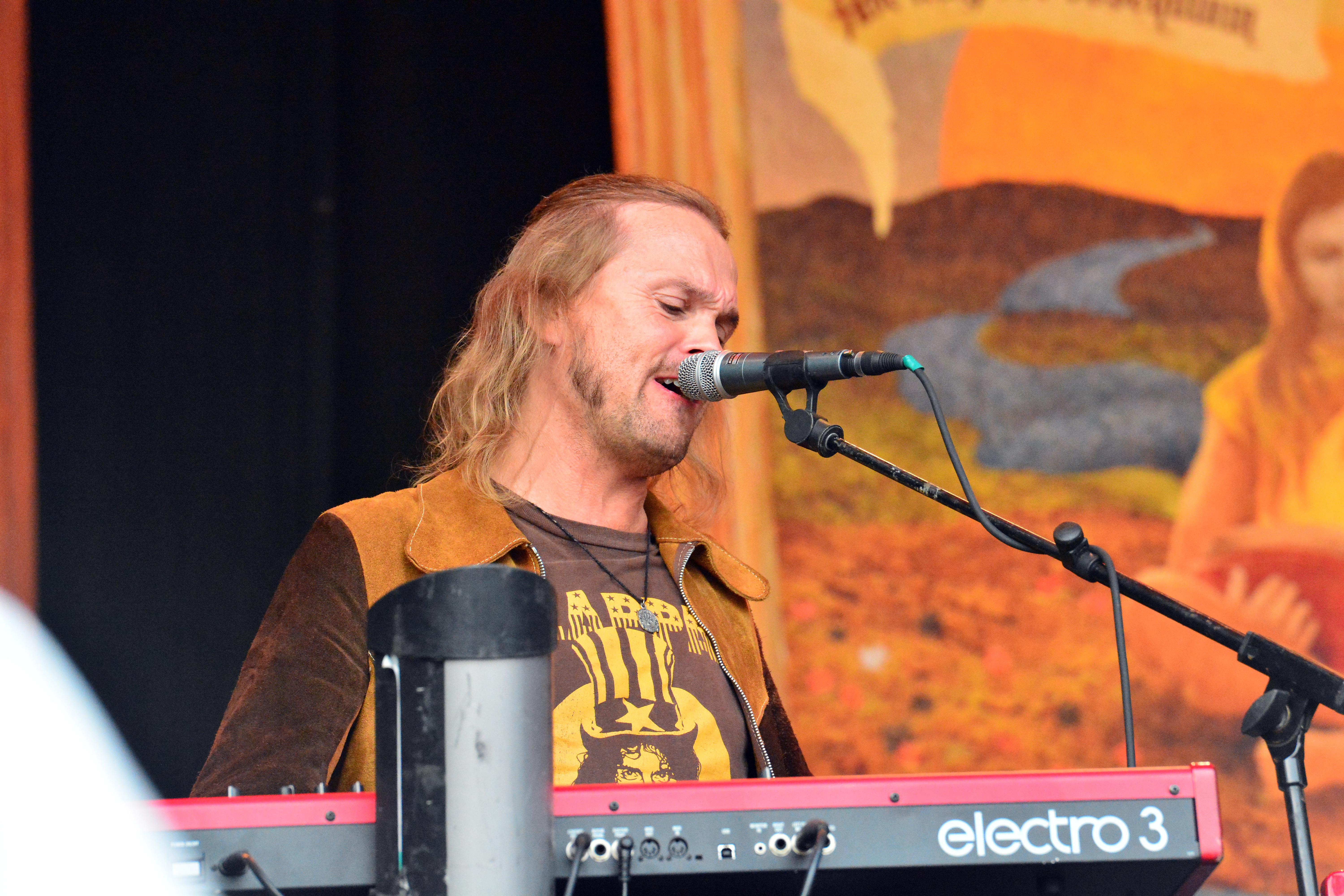
ヨアキム・スヴァルベリ(Key) 2015年

### 旧メンバー
- ダヴィッド・イズベルグ (David Isberg) - ボーカル (1990年–1992年)
- ペーター・リンドグレン (Peter Lindgren) - ギター (1991年–2007年) ※1991年はベース担当
ミカエルに次いで長年活動していたが、過酷なツアー・スケジュールに付いていくことが困難になったこと、バンドに熱意を失ったことにより脱退。
- ヨハン・デファルファーラ (Johan DeFarfalla) - ベース (1991年、1994年–1997年)
- アンダース・ノルディン (Anders Nordin) - ドラム (1990年–1997年)
- マーティン・ロペス (Martin Lopez) - ドラム (1997年–2006年)
健康上の理由により脱退。2010年にSoenというバンドを結成し、活動を再開。
- ペル・ヴィベリ (Per Wiberg) - キーボード (2005年-2011年)
バンド活動に熱意を失くしたことにより、バンド側との話し合いの末に脱退した。
- ダン・ニルソン (Dan Nilsson) - ギター (1990年)
- ミッケ・バーグストロム (Micke Bargstörm) - ギター (1990年)
- アンドレアス・ディメオ (Andreas Dimeo) - ギター (1990-1991年)
- キム・ペターソン (Kim Pettersson) - ギター (1991年)
- マーティン・ペルソン (Martin Persson) - ベース (1990年)
- ニック・ドーリング (Nick Döring) - ベース (1990年-1991年)
- マティアス・アンダー (Mattias Ander) - ベース (1991年)
- ステファン・グテクリント (Stefan Guteklint) - ベース (1991年–1994年)
- リレ・エヴェン (Rille Even) - ドラム (1990年)

## ディスコグラフィ

### アルバム
- 『オーキッド』 - Orchid (1995年)
- 『モーニング・ライズ』 - Morningrise (1996年)
- 『マイ・アームス、ユア・ハース』 - My Arms, Your Hearse (1998年)
- 『スティル・ライフ』 - Still Life (1999年)
- 『ブラックウォーター・パーク』 - Blackwater Park (2001年)
- 『デリヴァランス』 - Deliverance (2002年)
- 『ダムネイション』 - Damnation (2003年)
- 『ゴースト・レヴァリーズ』 - Ghost Reveries (2005年)
- 『ウォーターシェッド』 - Watershed (2008年) - 収録曲The Lotus EaterはゲームSaints Row: The Thirdに使用されている。
- 『ヘリテイジ』 - Heritage (2011年)
- 『ペイル・コミュニオン』 - Pale Communion (2014年)
- 『ソーサレス』 - Sorceress (2016年)[3]
- 『イン・カウダ・ヴェネノム』- In Cauda Venenum（2019年）
- The Last Will and Testament（2024年）

### 映像作品
- Lamentations - Live At Shepherd's Bush Empire (2003年)
- The Roundhouse Tapes (2007年)
- In Live Concert At The Royal Albert Hall (2010年)

## 日本公演
- 2006年10月 『LOUD PARK 06』[9]
- 2008年8月
- 2009年11月
- 2012年2月
- 2013年3月
- 2015年4月
- 2017年10月 『LOUD PARK 17』[10]
- 2019年12月[11]